# Authon-Ébéon
Authon-Ébéon è un comune francese di 403 abitanti situato nel dipartimento della Charente Marittima nella regione della Nuova Aquitania.

## Società

### Evoluzione demografica
Abitanti censiti